# Tauró de nit
El tauró de nit (Carcharhinus signatus) és una espècie de peix cartilaginós carcariniforme de la família dels carcarínids, propi de l'oceà Atlàntic. Els mascles poden assolir els 280 cm de longitud.

## Distribució geogràfica
Es pot trobar fins als 600 m de fondària i en aigües amb una temperatura d'entre 11 i 16 graus. Es troba a l'Atlàntic occidental (des de Delaware fins a Florida, les Bahames i Cuba. També al Brasil i a l'Argentina), a l'Atlàntic oriental (des del Senegal fins a la Costa d'Ivori, Ghana, Camerun, República Democràtica del Congo, Angola i nord de Namíbia).